# Vojtěch Henniger ze Seebergu
Vojtěch Jan svobodný pán Henniger ze Seebergu (německy Adalbert Johann Freiherr Henniger von Seeberg) (23. prosince 1807 Praha – 10. října 1873 Milín) byl český šlechtic a rakouský státní úředník. Ve státní správě působil od roku 1829, řadu let strávil na různých pozicích v Haliči a později v severních Čechách. Svou kariéru završil jako viceprezident českého místodržitelství v Praze (1867–1870).

## Životopis

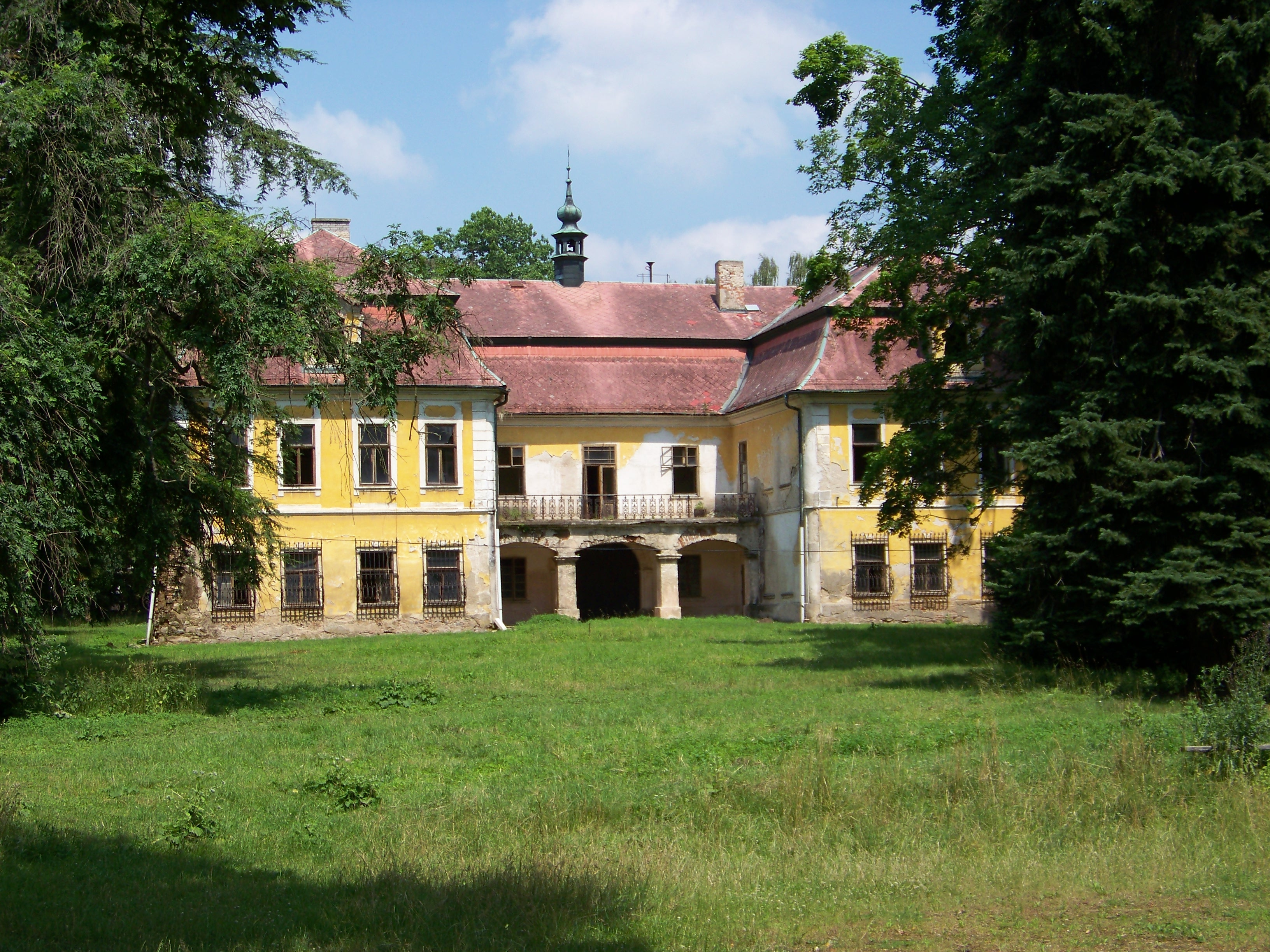
Zámek Smolotely, sídlo rodu Hennigerů v 19. století

Pocházel ze starého šlechtického rodu Hennigerů ze Seebergu povýšeného v roce 1744 do panského stavu. Narodil se v Praze jako třetí syn c. k. komořího a státního úředníka Jana Nepomuka Hennigera (1777–1850) a jeho manželky Marie Ludoviky, rozené Malovcové z Malovic (1784–1866). Vojtěch působil od mládí ve státních službách, začínal jako konceptní praktikant u haličské zemské vlády ve Lvově (1829), kde byl od roku 1834 guberniálním koncipistou. Později byl krajským komisařem v Sambiru (1836–1839) a Žovkvě (1839–1847) ve východní Haliči (dnešní Ukrajina). V letech 1847–1849 byl krajským komisařem v Čortkivu. 
Po reorganizaci státní správy v roce 1849 byl pověřen vedením zemské správy Bukoviny se sídlem v Černovicích (1849–1853). V roce 1853 byl nakrátko přeložen ke krajskému úřadu do České Lípy a v letech 1854–1864 vedl krajský úřad v Litoměřicích. V roce 1864 byl s titulem dvorního rady přidělen k českému místodržitelství a během prusko-rakouské války v roce 1866 byl pověřen jeho vedením. V letech 1867–1870 zastával funkci místodržitelského viceprezidenta v Čechách s titulem místodržitelského rady I. třídy. K datu 12. února 1870 byl penzionován. 
V roce 1847 byl jmenován c. k. komořím. Za zásluhy byl nositelem rytířského kříže Leopoldova řádu (1865) a Řádu železné koruny II. třídy (1868). Získal čestné občanství v Černovicích, Litoměřicích a Podmoklech.
Zemřel náhle 10. října 1873 v Milíně na Příbramsku poblíž tehdejšího rodového sídla ve Smolotelích, kde byl také pohřben. 

## Rodina
V roce 1834 se ve Lvově oženil s hraběnkou Marií, rozenou Desfoursovou (1808–1871), dcerou generála jezdectva hraběte Vincence Desfourse (1778–1857). Marie byla později dámou Řádu hvězdového kříže a zemřela na zámku Smolotely. Z manželství se narodily čtyři děti. Nejstarší dcera Marie (1838–1910) byla původně dámou Ústavu šlechtičen v Brně a následně manželkou c. k. polního podmaršála Johanna Herrenschwanda (1833–1907). Druhorozená dcera Luisa (1841–1915) byla dámou Tereziánského ústavu šlechtičen v Praze. Třetí dcera Leopoldina (1842–1861) zemřela předčasně v devatenácti letech. Jediný syn Vincenc (1847–1916) sloužil v armádě, dosáhl hodnosti polního podmaršála a byl dlouholetým nejvyšším hofmistrem arcivévody Evžena. Po rodině své matky byl dědicem sekundárního peněžního fideikomisu hrabat Desfoursů. V roce 1873 požádal o spojení jmen a erbů obou rodů a na základě císařského majestátu ze dne 29. září 1874 začal užívat alianční jméno Freiherr Henniger von Seeberg-Desfours zu Mont et Athienville. Protože zemřel svobodný a bez potomstva, jeho úmrtím tato aliance zanikla.
Vojtěchův nejstarší bratr Jan Nepomuk (1805–1868) byl c. k. komořím a majitelem několika velkostatků v Čechách, další bratři Arnošt (1806–1836), Leopold (1809–1860) a Štěpán (1820–1878) sloužili v armádě.